# 吉米·戴维森
吉米·戴维森（英語：Jimmy Davidson，1925年11月8日—1996年1月24日），英国男子足球运动员，1954年完成成年代表队首秀。他曾代表苏格兰代表队参加1954年和1958年国际足联世界杯，两届比赛均止步小组赛阶段。